# Jun Suzuki (fodboldspiller, født i 1989)
 For alternative betydninger, se Jun Suzuki. (Se også artikler, som begynder med Jun Suzuki)
Jun Suzuki (født 22. april 1989) er en japansk fodboldspiller, som spiller for den japanske fodboldklub Avispa Fukuoka.